# Casa în care s-a născut actorul V. Cupcea (Cazangic)
Casa în care s-a născut actorul V. Cupcea este o clădire amplasată în Cazangic, raionul Leova, Republica Moldova. Este un monument istoric de importanță națională inclus în Registrul monumentelor Republicii Moldova ocrotite de stat cu nr. 254 (raionul Leova).